# シャドルー
シャドルー (Shadaloo) は、カプコンの対戦型格闘ゲーム『ストリートファイター』シリーズに登場する架空の組織。

## 概要
兵器売買、麻薬取引、誘拐から要人暗殺まで、あらゆる悪に手を染める秘密結社で、本拠地をタイに置く。初出は『ストリートファイターII』（以下『ストII』と表記）。本作のボスであるベガはシャドルーの総帥であり、彼を含めた4人の格闘家を四天王と呼ぶ。ただし四天王は基本的に戦闘要員であり、実務はその下の戦闘員たちが行っているようである。政府や地方議会といった行政機関をも牛耳っており、米軍とも癒着している。ロゴの特徴は翼の付いた髑髏で、ベガの帽子の徽章にも使用されている。
組織の構成員は以下の手段で補充される。
- 世界各地で誘拐した民間人を洗脳する（ユーリ、ユーニほか）
- 名のある格闘家を勧誘する（バイソン、サガットなど）。失敗に終わった場合、民間人同様に洗脳・改造する（メカザンギエフ、シャドウレディほか）
- クローン技術により生み出す（キャミィ、ディカープリほか）

ごく稀に自ら志願する者（バーディー）もいるが、総帥であるベガの目に留まらない限りは狭き門といえる。ただし『ストリートファイターZERO』（以下『ZERO』と表記）のダンのエンディングで彼をスカウトするなど、ベガの格闘家に対する興味は気まぐれであるかのような描写もある。
また、末端の戦闘員とは別に、ベガの直属であるベガ親衛隊（Dolls）が存在する。作中に登場する親衛隊はすべて女性であり、それぞれが高い戦闘能力を有している。先述の人物ではキャミィ、ユーリ、ユーニ、ディカープリが親衛隊にあたり、メインメンバーは13名存在しているが、後の作品では脱退しているメンバーも居る。
『ストII』の舞台となる格闘大会も戦闘員確保や敵対者抹殺のためにシャドルーが主催したものである。
空中要塞や涅槃仏を模した巨大ロボット、骸骨を模した人工衛星、巨大な球体の衛星を所有するなど、一国に匹敵する規模の科学力、軍事力を持つ。主な資金源は麻薬であり、世界各国に巨大な麻薬シンジケートを築いている。麻薬の中には幻覚作用の他に、洗脳効果や肉体強化のような副作用を持つ物まである。
バルログやバイソンなど腕利きのファイターたちはシャドルーの運営する賭博試合に参加しており、『ストII』シリーズにおけるアメリカステージ（バイソン面）やスペインステージはその舞台会場である。
『ZERO』ではまだシャドルーの秘密基地は完成しておらず、ベガが世界征服のための人材探しを行っている最中だった。そのためベガのホームステージはタイではなくアメリカとなっている。
『ZERO2'』のキャミィのエンディングでは「M計画」という名前が語られたが詳細は不明。
『ストリートファイターIV』（以下『ストIV』と表記）では壊滅したとされていて、アニメーション内でリュウ、ケン、春麗、ガイル、キャミィの5人に一斉に襲い掛かられ、追い詰められたベガが基地もろとも自爆したことが直接的な原因と語られたが、ベガは代替ボディを媒介に復活し、シャドルー残党を率いて再び表舞台に姿を現すことになる。本作ではシャドルーの基地は明らかになっていないが『ストII』に登場したタイの寺院は崩壊したとされている。
『ストリートファイターV』（以下『ストV』と表記）ではシャドルーが最も技術力を持っており、正確な位置は明確でないが緑・青・白の色をベースに作られた本拠地が存在する。地上には飛行場があり最新型の飛行機や戦車、トラックなどが置かれ、シャドルー兵の一部はジェットパックを使って移動している。施設内は青や紫をベースとした研究施設となっており、最深部にはシャドルーの四天王の顔が作られた巨大な石像が置かれている（ストーリーモードでは脱退した四天王の1人サガットの石像もあった事から『ストIV』以前からこの本拠地は存在していたと考えられる）。新四天王のF.A.N.Gが考案した「チェインズ計画」による本格的な世界征服が始められる。また、ゼネラルストーリーでは「SHADALOO CAFETERIA」という場所が登場する。
『ストリートファイターIII』ではベガとともに健在とされているが、一方で『ストリートファイターIII 3rd STRIKE』の春麗のストーリー中ですでに春麗の手（脚）によって壊滅させられているとも言われている。またシャドルーの活動はギルの組織により、ベガさえ気づかない大きな力によって利用されたり、コントロールされている。

## 知名度
「秘密結社」と銘打たれてはいるが、特にコネクションを持たないバーディーのような悪人でも存在を知っており、アンダーグラウンドな世界では相応に認知されている。インターポール（春麗）やアメリカ軍（ナッシュ、ガイル）内部でもその存在は周知であり、重要な犯罪組織としてマークされている。『ストII』でのキャミィのバックストーリーではシャドルーの実態を知る者はほとんどいないとされ、英国の特殊工作部隊にはイギリス国内のみをターゲットにした取るに足らない弱小組織と認識されている。民間人（さくらなど）はその存在について（シャドルー自体かなり大規模に活動しているにもかかわらず）まったく知らないが、『ZERO3』のかりんのエンディングや『NAMCO x CAPCOM』ではニュースでも報道され、一般人にも知られている。

## 関連組織

### S.I.N.社
初出は『ストIV』。正式名称は「Shadaloo.Intimidation.Network社」。シャドルーの兵器開発部門を担当する軍事企業で、シャドルーの関連組織の1つ。CEOは『ストIV』のボスキャラクター・セス。ロゴの特徴は格子状に分割された球体＝地球と、その中央に描かれた大きな瞳。
近年目覚しい発展を遂げた新興企業とされるが、銃器で武装した黒服の集団を擁し、犯罪組織などとの接触も見られるなど黒い噂が絶えない。『ストIV』における世界格闘大会を主催したのもこの企業であり、ゲーム内でもステージの背景に同社のロゴが入ったミサイルや戦闘機が描かれている。自社製品としては前述した大型兵器以外に、戦闘補助スーツなどの特殊な武装や、既存の兵器とはまったく異なる新世代の兵器の製造も行っているようである。また、『ストIV』の新キャラクターであるクリムゾン・ヴァイパーもCIAの内偵でこの企業に所属しており、社内では幹部候補の1人とされる。
キャラクターのプロローグやエンディングではコンビナート状の地を確認することができる。
本編ではセスの計画により、格闘家のデータ収集や試作兵器のテストなどを目的に世界格闘大会を開催するが、研究施設へ着いた格闘家によってセスは撃破され、春麗たちがS.I.N.の内部情報を持ち帰り内容を暴露したことで壊滅に追い込まれた。また、その際にS.I.N.の研究を危険視したキャミィによって一部のデータは消去されているが、バイソンが実験体の1人である少年（エド）を、バルログが消去前の完全なデータを回収している。
リビング･インキュベータ計画
『ZERO3』において消滅したベガの代替ボディのため、『ストIV』以前に計画された事業。アベルやセスは当計画で産出された人為的に同じ遺伝子を植え付けられた人造人間であり、セスに関しては同型機が本人も含め27体存在する。また、「インキュベータ」とは「孵卵器、保育器」などのことを指す。
第1弾として、丹田エンジンを入れる器となる人造人間をクローン受精卵の状態から一定の肉体年齢まで培養する。その後、第2段階で生殖器や排泄孔の除去など「器」としての肉体改造手術を施したうえで丹田エンジンを装着し、セスのような姿の人造人間が完成する。この段階へ入る直前にアベルはナッシュにより救出された（それが『IV』の物語が始まる5年前の話である）ため、異形の姿とならずに済んだ。
BLECE
正式名称は「Boiling Liquid Expanding Cell Explosion」。直訳すると「沸騰液 膨張細胞爆発」。
S.I.N.社の新製品。ゲーム内ではわずかにその名前と装置が登場するのみで、具体的な原理や性能は語られなかったが、オリジナルアニメーション『〜新たなる絆〜』で大まかな解説が行われた。
簡単にいえば、生物が持つ生体エネルギー「気」を操作できる装置。装置から発せられる特殊な人工の「気」を浴びせ、対象の肉体に様々な変化を起こさせることが目的である。
基本となるのは殺傷兵器としての使い方で、装置から発せられる「気」を対象の細胞に共振させ、細胞内のミトコンドリアを急激に活性化させることで、生物を内部から爆発させるというもの。この機能に対してセスは、生物のみを死傷させることができるために「史上もっとも安全でクリーンな兵器」と呼んだ。また、将来的には対象者の持つ気を増幅させることで身体能力の飛躍的な強化も可能になり、素質を持たない者でも擬似的に殺意の波動に目覚めた状態にできるとされる。同作品内では小型化も検討されており、これらの特性を利用することで様々な兵器として利用できると語られた。そのため、「気」の扱いに長けている多くの格闘家を拉致して人体実験を行う様子なども描かれ、実験の最終段階として殺意の波動を持つリュウを狙った。

### グーハウ
初出は『ストV』。「グーハウ（英語: Nguuhao ; タイ語: งูเห่า）」とは「コブラ」の直訳。シャドルーの傘下に入ったアジア有数の麻薬組織。誘拐した子供を毒手の使い手にし、暗殺者や用心棒にさせることが有名。グーハウでは「本名」と「修得している技」を他人に明かしてはいけない決まりがある。
その中で、「グーハウの牙」と呼ばれた毒手使いの男・F.A.N.G（ファン）もその幹部の1人であり、同僚の幹部たちからも恐れられていた。ある日、ベガに臣従を示すために来たと欺いてシャドルー本部に集結したグーハウの面々はベガ暗殺を試みるが、彼らの毒手技はベガには通用せずグーハウは壊滅する。唯一生き延びたF.A.N.Gはベガとの激闘の最中、やがて彼の実力に目を引かれ忠誠を誓う（ベガからは「忠誠など不要」と言われている）。そして四天王として新たに加わり如何なる任務を達成させようとする。
チェインズ計画
『ストV』でF.A.N.Gが指揮官を務める計画。
世界中のハッカーを誘拐し巨大な球体「通称：黒い月」を作らせた。黒い月は上空で強力な衝撃波と電磁パルスを放ち一定の地域を壊滅においやれる。これにより、人々は恐怖と悲しみという「負の感情」を作り、それをサイコパワーの糧とする。なお、春麗は黒い月の正体が爆弾であることを実際にそれが起動するまで把握できていなかった模様で、ゼネラルストーリーでは「あれが爆弾だったなんて…」とかなり衝撃を受けている場面があった。
この「黒い月」の破壊力はシャドルー自身にも脅威になりかねないため、制御キーを作らせることで最悪の事態を防いだ。しかし研究員の1人が制御キーを世界中の名のある格闘家に送りつけチェインズ計画のスタートが遅れることになる。神月かりんとヘレン、それぞれが別々のチームだが同じ目的で動き「黒い月」の機能を停止させることに成功した。
抜け目のないF.A.N.Gは「黒い月」の機能が停止した時の事を想定し、「黒い月」の重力装置をも停止させ地上に落下させ半径数10メートルにまで被害を与える「ディセントプログラム」を用意させていた。
黒い月は全部で7つあり、作中ではアメリカ、ニューヨーク上空の一つのみが使用された。
最終的にこの計画は阻止されベガの消滅と共に基地は爆破、シャドルーは完全に壊滅した。

## 所属メンバー

### 四天王
ベガ
シャドルーの総帥。後述する側近たちに対して「立場上は自分と同格」だとしているが、彼らのことは全く信頼していない。これはベガ自身が忠誠を求めておらず、力を持つ者のみが組織で生を許されるという理念が根底にあるためである。
サガット
側近の1人。あくまでもリュウと再び闘うチャンスを得るために側近になっただけなので、最終的にはベガと決裂し、『ストIV』シリーズではシャドルーを脱退している。
バルログ
側近の1人。あくまでも私欲（美の追求）のためだけに所属しているので、協力的とはいえない。しかし、漫画やアニメなどではベガに忠実な人物として描かれることが多い。
マイク・バイソン
側近の1人。組織の金が目当てなので、ベガへの忠誠心は皆無に等しい。『ZERO3』では彼のみ正規にシャドルーの幹部になっている。
F.A.N.G
『ストV』にてサガットの後任として新たに加わった側近の1人。シャドルー四天王のNo.2と今は亡き国の王族を自称している。サガットたちとは違い、ベガへの忠誠心は厚い。

### ベガ親衛隊（Dolls）
『ZERO3』の時点では「ベガ親衛隊」と呼ばれているが、日本国外版で「Dolls」と名付けられ、この名称が日本版でも『ストV』以降で反映された。全員、洗脳によって親衛隊となっているがそれぞれの個性は保たれている。
キャミィ
元は「キラービー」のコードネームを持つシャドルーの戦闘員。また、『ZERO3』ではベガの遺伝子を持つクローンだったという事実が判明。『ストII』シリーズと『ストIV』シリーズと『ストV』では所属が英軍特殊部隊デルタレッドになっている。
以下の12名は各国の月に由来するコードネームを持つが、一部のメンバーは由来となる言語から綴りが変更されている。また、ユーリ、ユーニ、ディカープリ以外のメンバーの能力は設定上でのみ紹介されていた。『ストV』では一部のメンバーが敵プレイヤーとして登場し、キャミィの通常技と投げ技をベースにそれぞれ固有の必殺技を一つずつ持つ。Vスキルはない。Vトリガーは試合中に発動せず、対戦が始まった時点で自動発動しており、全員が共通してサイコパワーのオーラを身に纏い、攻撃力を上昇させている。
エネーロ (Enero)
コードネームはスペイン語の1月に由来する。スペイン出身。ピンク色のドレッドヘアをツインテールにしている。お嬢様口調で話す。チョコレートとハーブティーが好物で、乾燥が嫌い。人を魅了する波長の声の使い手で、声帯模写が得意。マイク（「キャラ図鑑」ではメガホン型の特殊なマイク「シルバーアフタヌーン」）で他のドールズに指令を出したり演説を行い他者を洗脳する。
『ZERO3』では姿を見せないが、これはゲーム中に入れ忘れたことが理由で、基板の中のデータにはドットが存在しておりディカープリ紹介用ムービーではエネーロを追加している。
『ストV』のゼネラルストーリーではCPUキャラクターとしてかりんと対戦する。必殺技は「シルバーアフタヌーン」で大声をあげ、その衝撃波を前方に跳ばすもの。EX版はヒットすると相手を必ず気絶させる。同作のキャミィの『ストV』アーケードモードのエンディングでは、キャミィにケーキを持ってきている姿が確認できる。
フェヴリエ (Février)
コードネームはフランス語の2月に由来する。フランス出身。ピンク色のショートヘアの少女で、銃火器の扱いに優れている。対戦ゲームを愛好し、暇を嫌う。『ストV』では茶髪になっており、ゼネラルストーリーではCPUキャラクターとしてバーディーと対戦する。バーディーを「ブタ」、「クソデブ野郎」と呼ぶなど、かなり口が悪い。必殺技はサイコパワーのエネルギーガンを撃つ。EX版は通常版より多数ヒットする。
メルツ (März)
コードネームはドイツ語の3月に由来する。ドイツ出身。紫色のボブカットの少女。潜入調査担当。好きなものは読書、チェス、ボードゲーム。知らない人と話すことが苦手なほど人見知りで照れ屋。『ストV』では髪が薄紫になり、眼鏡とベストを着用している。ゼネラルストーリーではCPUキャラクターとしてかりん、ラシード、F.A.N.Gの3人と対戦する。必殺技はノートパソコンで一発殴りつけるものだが、リーチが極端に短い。EX版は二回殴る。
『ストV』のゼネラルストーリーではディカープリとともに神月家に侵入し、かりんとの闘いに敗れるがアプリーレに救い出される。シャドルー研究所の制御室で自我を取り戻すと、F.A.N.Gに掴みかかり、そのまま熱源に落下する。その後、F.A.N.Gは生きていたがメルツの生死は不明。
『ストリートファイター6』（以下『スト6』と表記）のワールドツアーではキャミィの台詞から死亡したことが示唆されており、Dollsの集合絵でも彼女のみ描かれていない。
アプリーレ (Aprile)
彼女はコードネームと本名が同一である（意味はイタリア語の4月）。イタリア出身。肉親にマッジオ（意味はイタリア語の5月）という弟がいて、ローズに彼女の捜索を依頼している。ピンク色のセミロングヘアの少女で、医療担当。ベガ親衛隊(Dolls)の最年長で、しっかり者。ダンスと歌が大好きで、動物が苦手。元体操選手。
『ストV』ではハートのついた眼帯をしている。必殺技は救急箱から毒液を投げつける。EX版はガードしても毒状態になる。ゼネラルストーリーではCPUキャラクターとしてバーディーと対戦する。メルツを助けにきたところをバーディーに返り討ちにされるが、ノウェンベルに助けられた。なお、後にメナトのストーリーモードでもメナトの対戦相手として登場している。
サツキ (Satsuki)
コードネームは旧暦の日本語読みの5月に由来する。日本出身。日本刀の使い手で、体術も得意。生真面目で冗談が通じないほど頑固な性格だが、受けた恩は忘れない。好きなものは瞑想と寿司。銃と編み物が苦手。『ストV』では服装が忍者に近いものになり、さらに日本刀の名前が「ムラサメ・ブレード」というものと判明する。ゼネラルストーリーではCPUキャラクターとしてザンギエフと対戦する。戦闘前の映像ではムラサメ・ブレードでザンギエフを斬ろうとしたが、逆にムラサメ・ブレードを折られてしまった。必殺技は忍者刀「ラセツ・ブレード」で、飛び上がって斬りかかる。EX版は食らうと通常版より遠くに吹き飛ぶ。
ユーニ (Juni)
コードネームはドイツ語の6月に由来する。豪鬼の格闘データをもとに訓練を行ったといわれている。『ストV』ではデルタレッドに保護されているため、シャドルーを事実上脱退している。
ユーリ (Juli)
コードネームはドイツ語の7月に由来する。足技を得意とする。サンダー・ホークの恋人ジュリアと同一人物。
サンタム (Santamu)
コードネームはベトナム語の8月に由来するが、発音と綴りはベトナム語の「Thangtam（ターンタム）」ではなく「Santamu」になっている。『ストV』ではエチオピア出身であることが判明した。スポーツが得意で、陽気で細かいことは気にしない性格。自身の身長と同じ長さの槍を使う。「キキ」と名付けたゴールデンライオンタマリンを飼っており、主に諜報活動で活躍させている。たとえ敵であってもあまり傷つけたくないと思っているほど動物好き。注射が苦手。
『ストV』ではネクタイが首飾りに変更されており、ゼネラルストーリーではCPUキャラクターとしてガイルと対戦する。必殺技は槍を前方に投げつけるもので、EX版は真上で回転させてから投げつける。
ジウユー (Xiayu)
コードネームは中国語の9月に由来するが、綴りは中国語の「Jiuyue」ではなく「Xiayu」になっている。中国出身。ヌンチャクの使い手。味方に優しく敵に容赦しない性格。敵を倒すためなら手段を選ばない。冷静だが仲間のために尽くすタイプ。『ストV』では相手を威嚇するために京劇面をしている。好きなものは辛い食べ物、焼売、カンフー映画。人の悪口を言う者を嫌う。ヤンユーとは双子の関係。『ストV』ではベガのストーリーで初登場し、ゼネラルストーリーではサンタムやヤンユーとともにキャミィやディカープリと対峙するシーンがあるが、対戦キャラクターにはなっていない。
ヤンユー (Jianyu)
コードネームは中国語の陽月（陰暦10月の別称）に由来するが、綴りは中国語の「Yangyue」ではなく「Jianyu」になっている。中国出身。棒術の使い手。『ZERO3』では姿を見せない。気分屋かつ怠け者で自己中心的な性格。三つ編みをシニヨンにした髪型。好きなものは辛い食べ物、餃子、ネット通販。片付けと整理整頓が苦手。ジウユーとは双子の関係。『ストV』ではベガのストーリーで初登場し、ゼネラルストーリーではサンタムやジウユーとともにキャミィやディカープリと対峙するシーンがあるが、対戦キャラクターにはなっていない。
ノウェンベル (Noembelu)
コードネームはラテン語の11月に由来するが、綴りはラテン語の「November」ではなく「Noembelu」になっている。インディアンのような風貌で、両手に斧を持って戦う。メキシコ出身。寡黙な性格。野菜作りが得意で、おしゃべりな人が嫌い。嗅覚に優れている。『ストV』のゼネラルストーリーでは神月家に囚われたメルツとバーディーに返り討ちにされたアプリーレを助けている場面があるが、対戦キャラクターにはなっていない。
UDONによるアメリカンコミック版ではサンダー・ホークと同郷で、元々はホークと親しかった家族の娘の「Little Eagle（リトルイーグル）」という名前の少女だったという設定になっている。
ディカープリ (Decapre)
コードネームはロシア語の12月に由来するが、綴りはロシア語の「Декабрь（Decabr）」ではなく「Decapre」になっている。外見は仮面を被ったキャミィのような姿をしている。

### 正規メンバー
バーディー
ベガに代わってシャドルーの総帥になるという野望のために構成員となるが、ベガには全く相手にされていない。『ZERO』と『ZERO2』のエンディングでシャドルーに入り、『ZERO3』ではシャドルーの一員として登場する。『ストV』では新四天王であるF.A.N.Gとそりが合わなかった事から、シャドルーを抜けている。
科学者（本名不明）
劇場版アニメ『ストリートファイターII MOVIE』に登場するベガお抱えの科学者で、頭頂部が禿げ上がった初老の小男。『ZERO2』のベガのエンディングにも姿を見せる。モニターサイボーグを開発した張本人で、旧式のサイボーグが測定したリュウの潜在格闘能力を見て驚愕する。
『ストIV』のベガのプロローグでは上記の小男とは別のサングラスをして髭を蓄えた老人の科学者が登場しており、ベガに新たな代替ボディを与え復活させている。
JP（ジェイピー）
金融部門を担当する幹部。ただし登場する『スト6』はシャドルー壊滅後のストーリーであるため、「かつてシャドルーの金融担当だった」という過去が語られるのみである。本来戦闘力が必要とされない金融担当でありながら、ベガにサイコパワーを望み分け与えられている。

### 戦闘員
モニターサイボーグ
シャドルーが開発した量産型サイボーグ。劇場版アニメ『ストリートファイターII MOVIE』では偵察用のモニターサイボーグが登場するうえ、そのゲーム版ではモニターサイボーグに装甲を施して戦闘能力を付加したバトルサイボーグが登場する。
シャドルー・トルーパーズ
『ストV』公式サイトの「キャラ図鑑」にて明かされたシャドルーの北米支部の戦闘員。ベガの身辺警護を行う中級兵クラスの兵士団。ブレード 、アーケイン 、カイバー 、F7 が所属する。この設定は、元々は実写映画『ストリートファイター』およびアーケードゲーム『ストリートファイター ザ・ムービー』に登場する強化突撃兵「バイソントルーパーズ」が元になっている。
ドールズ（Dolls）見習い
『ストV』公式サイトの「キャラ図鑑」にて紹介された各四天王に仕えるDollsの候補生達。その名のとおり上記のベガ親衛隊（Dolls）ほど、地位は上ではないが下級〜上級ドールズ（Dolls）が所属し、基地の警備・潜入捜査・近接戦闘・破壊活動などいった任務を遂行する。下級ドールズは、パチスロ『春麗にまかせチャイナ』（エンターライズ製） に登場している。
シャドルー医療兵
『ストV』公式サイトの「キャラ図鑑」にて紹介されたシャドルー所属の医療兵。負傷した兵士や幹部の治療・生体実験・洗脳手術などを行う。
シャドルー兵士
『ストV』公式サイトの「キャラ図鑑」にて明かされたシャドルー所属の戦闘員。『ストV』では下級〜上級クラスが所属し、シャドルー下級兵 は黒いヘルメットに肩当などを装備した青い軍服（または黄土色の軍服）を着用しており、シャドルー中級兵は赤いベレー帽に苔色の軍服を着用、シャドルー上級兵は赤いフード付きのマントや金色の髑髏のマスク、灰色の軍服（または赤い軍服）を着用している。ほかにも各シリーズも含めて服装のデザインが異なっていることがある。雑用・基地の警備・破壊活動・情報提供（上級兵の場合は四天王の補佐や各拠点の統率も兼任）など如何なる任務を遂行する。
『ストV』のゼネラルストーリーではCPU専用キャラクターとして、上級兵のAS-Mがラシードと、痩せた下級兵のAS-Yがバイソンと、太った下級兵のAS-Dがバルログと、中級兵のAS-Rがかりんとそれぞれ戦うことになる。

## シャドルーと関係するキャラクター

### S.I.N.社の関係者
セス
シャドルーの下部組織であるS.I.N.社の責任者。ベガの代替ボディとなる予定の人造人間でもある。
ハン・ジュリ
セス直属の部下である暗殺者。ベガは自分を追及していた検察官だったジュリの父を殺し、彼女の左目を潰して義眼「風水エンジン」を装填させた。ただしジュリはベガどころかセスに対しても忠誠心は持っていない。
クリムゾン・ヴァイパー
表向きはS.I.N.社の社員だが、その正体はCIAの潜入捜査官。
アベル
自分の失われた記憶に関わっているシャドルーを追跡している格闘家。後にS.I.N.社の計画によって生み出された人造人間であることが判明する。
エド
S.I.N.社によってサイコパワーの実験体になっていた少年。『ストIV』ではS.I.N.社に取り残されたところをバイソンに拾われる。『ストV』ではバイソンの弟分になっており、後にダウンロードコンテンツのプレイヤーキャラクターに昇格。
研究員（本名不明）
ラシードの友人と思われる人物で、S.I.N.社の元関係者。『ストV』のゼネラルストーリーではシャドルーの「チェインズ計画」に関わっていたが、計画を妨害しようとしたのでファンに殺害される。性別も言葉も中性的だが、友人であるラシードを「逆巻く風のラシード様」と高評している。

### グーハウの関係者
F.A.N.G
シャドルーの傘下に入ったグーハウの幹部で、「グーハウの牙」と呼ばれる屈指の毒手の使い手。上記の四天王を参照。
グーハウ幹部
F.A.N.Gの同僚の幹部で、2人の弁髪の男。大柄な男はT.A.I.Lで「毒辮髪邪髪龍」という技を使い、小太りの男はT.U.S.Kで「毒霧噴射」という技を使う。
T.U.S.KはF.A.N.Gを懐疑的に見ていたが、T.A.I.LはF.A.N.Gに用心していた。
シャドルー傘下入り直後、ベガの暗殺を試みるが、配下もろとも一掃された。
グーハウ兵
グーハウの戦闘員。青緑色の詰襟の衣装を着用している。任務は情報収集・市場調査・各種交渉。「毒蛇脚」という技を習得している。

### シャドルーの敵対者
リュウ
格闘家としての潜在能力をベガに見込まれて狙われる。非人道的なシャドルーのやり方に強く憤るほか、リュウ自身も洗脳対象にされることがある。
ケン
劇場版『ストリートファイターII MOVIE』や『ZERO3』では洗脳されてリュウと戦わされる。『SVC CHAOS』と『ウルトラストリートファイターII』では能力も強化された「洗脳されたケン」が登場。
春麗
父親は麻薬捜査官でシャドルーがその失踪に深く関わっており、春麗がインターポールに入るきっかけを作った。
後に父親はベガに殺害されたことが判明し、彼女にとってベガひいては組織そのものが仇というべき存在になった。
ガイル
ベガに親友のナッシュを殺され、復讐に燃える。
ナッシュ
軍との癒着を秘密裏に捜査する。『ZERO』や『ZERO2』ではエンディングで返り討ちに合い生死不明となる。『ZERO3』のエンディングではベガの撃破に成功するも、ガイルのエンディングにおいて、ベガ撃破の際に基地の爆破に巻き込まれて生死不明となる。『ストIV』では当作の5年前に救出したアベルを、知人の傭兵隊長に託して行方不明になる。『ストV』ではシャドルーではない別の組織に改造手術を施され全身が継ぎ接ぎ状態で蘇生するが肉体が死んだことに変わりはなく、残された時間でベガを倒すと、怒りと復讐心を糧に春麗やガイルと共に行動を始める。『VS.シリーズ』ではシャドルーに囚われ、改造人間シャドウにもされてしまった（『MARVEL VS. CAPCOM』まで。『MARVEL VS CAPCOM2』では元のナッシュに戻っている）。
ブランカ
母親と生き別れになった飛行機事故はシャドルーによる要人暗殺を狙った爆破テロが原因。
ダルシム
愛象コダルの親をバイソンに殺害された。また、シャドルー製の麻薬で故郷の人々が被害に遭ったこともある。
サンダー・ホーク
父親をベガに殺されて、部族の聖地を追われる。恋人のジュリアもさらわれた。
豪鬼
『スーパーストリートファイターIIX』のボス戦で乱入し、ベガを「瞬獄殺」で倒す。
ローズ
ベガを倒す使命を持つ占い師。『ZERO3』では、かつてはベガの弟子だったと設定された。
かりん
『ZERO3』ではベガが神月財閥に度重なる脅迫を行ったので、その報復措置としてシャドルー基地を神月財閥のキラー衛星「まんじゅしゃげ」で根こそぎ吹き飛ばす。『ストV』では「まんじゅしゃげ」の機能を停止させるほどの技術力を誇るシャドルーと直接対決することになる。
ギル
『CAPCOM FIGHTING Jam』ではベガのエンディングに登場して、ベガとの戦いの敗北後にシャドルーの面々が帰路に付くとすぐに復活している。『ストV』のエンディングではシャドルー壊滅後に登場している。

### その他
アドン
ベガが目をつけているムエタイ戦士（特に面構えが気に入ってる）。なにかとアドンをシャドルーに勧誘しようとするが、アドンはまったく気にかけていない。
ラシード
友人がS.I.N.社の関係者。行方不明になった友人を探しに世界を回っていたが、ゼネラルストーリーにてF.A.N.Gに殺されていたことを知り、怒りを露わにしている。
リーフェン
春麗と同居している少女。『ストV』ではプログラマーの才能があると判明し、ゼネラルストーリーではファンに脅されてシャドルーに協力させられている。
サドラー
OVA『ストリートファイターZERO - THE ANIMATION -』に登場するプロフェッサー。生物学者として名高く、シャドルーから資金が渡っている。世界中の格闘家を集めて研究を行い、殺意の波動の力を手に入れて世界を牛耳ろうとしている。
部下の大男ロザノフの身体には今までに採取した全格闘家のデータを取り込ませている。

## 『EX』シリーズのキャラクター
『ストリートファイターEX』シリーズのオリジナルキャラクターの著作権はアリカ側にあるが、『ストV』公式サイト「シャドルー格闘家研究所」の「キャラ図鑑」にてプロフィールが公開されている。
プルム・プルナ
祖父がシャドルーの関係者で、その縁でプルム自身も次期シャドルー幹部候補として目をつけられている（当の本人は知らない）。プルムの性格ゆえにいい人事とはいえず、本人のエンディングでもそのことについて突っ込まれている。
バルバ・プルナ
プルムの父。ゲームには登場せず設定のみ存在。戦闘兵器サイクロイドγの開発者であったが、シャドルー側に裏切りが知られ幽閉された後、シャドルー基地で開発研究に従事している。表向きは行方不明扱いとなっており、プルムが行方を探している。
サイクロイドγ
格闘家の戦術を記憶・学習してコピーする人型戦闘兵器。元々はバルバがシャドルーを壊滅させるために開発していたが、裏切りがシャドルー側に知られ、以降はバルバと共に強引にシャドルー所属とされており、最終調整はシャドルー技術部の方で仕上げられた。後に研究所を脱走した際、正体不明の戦闘兵器であるサイクロイドβに追われている。

## 他のメディアでのシャドルー
ハリウッド実写映画『ストリートファイター』（1994年）
設定が変更され、東南アジアにある某軍事国家の名前（首都はシャドルーシティ）という設定になっており、幹部はバルログ（日本版のバイソン）と入れ替わりにザンギエフとディージェイがメンバーに加わっている。サガットとベガ（日本版のバルログ）は戦闘集団シャドルー・ギャングに所属していて、バイソン将軍（日本版のベガ）とは協力関係にある。また、この作品では基地警備を担当するバイソン軍の兵士団が存在し、この設定を基にしてゲーム『ストリートファイター ザ・ムービー』ではこの戦闘員たち（ブレード、アーケイン、カイバー、F7）が単独のキャラクターとして参戦していた。なお、ブレードの正体はガイル大佐に協力してシャドルーに潜入しているスパイであり、『マッスルボマー』のアメリカ版『Saturday Night Slam Masters』に登場したガンロック（日本版でのラッキー・コルトに当たる人物）とされている。
ハリウッド実写映画『ストリートファイター ザ・レジェンド・オブ・チュンリー』（2009年）
設定が変更され、影で暗躍するバンコクの投資会社の名前という設定になっており、幹部としてサガットと入れ替わりにカンタナという女性メンバーが加わっている。